# Editorial Ekin
Editorial Ekin va ser fundada a Buenos Aires (Argentina) el 1942 per exiliats bascos, per a la promoció cultural basca i amb un marcat component polític. Va ser cofundada pels exiliats nacionalistes bascos de la Guerra Civil Espanyola Isaac López Mendizábal i Andrés de Irujo, i comptava com a promotors els també exiliats Manuel de Irujo (germà d'Andrés), Bernardo Estornés Lasa i Sebastián de Amorrortu. Aquest últim procedia de l'emigració durant la primera dècada del segle xx i tenia una empresa d'arts gràfiques.
L'orientació de l'editorial va ser la conseqüència directa del moment polític de l'època. Els exiliats bascos sortien d'una cruenta guerra civil i la nova dictadura franquista establerta en Espanya portava a terme una política restrictiva i negadora de l'euskera i de la cultura basca en general. A més la Segona Guerra Mundial iniciada en 1939 impossibilitava la publicació i difusió d'obres de temàtica basca a Europa. Per això la seva influència s'estenia a tots els països del continent americà on existia una important colònia basca i a partir de 1945, al concloure la Guerra Mundial, a Iparralde, a més de la resta de França i altres països europeus.
El primer nombre de la col·lecció amb la qual es va iniciar de la "Biblioteca de Cultura Basca" (també coneguda com a "Col·lecció Ekin") va ser la reedició de l'obra de Arturo Campión El Genio de Navarra. Va editar nombrosos llibres en euskera i més de cent obres, que reflecteixen una gran varietat de temes que abasten la història, la literatura, el folklore o l'assaig polític. A més, una de les col·leccions, el Boletín del Instituto Americano de Estudios Vascos, s'ha seguit publicant amb regularitat fins a dates molt recents. Inicialment va estar situada en el domicili particular de López Mendizábal i posteriorment al carrer Perú 175 fins a 1970, que va passar a estar en dependències de "Laurak Bat". En l'actualitat la vídua d'Andrés Irujo, María Elena Etcheverry segueix al capdavant de l'editorial Ekin.
No totes les obres que va editar Ekin oferixen la mateixa qualitat, i hi ha moltes que, per diverses raons, no han estat capaces de suportar el pas del temps, però entre els seus llibres importants cap citar: 
- De Guernica a Nueva York pasando por Berlín, de José Antonio Aguirre;
- Los Vascos en el Madrid sitiado, de Jesús de Galíndez;
- Los Vascos y la República española, d'A. de Lizarra
- Pedro Garat, orfeo de Francia, d'Isidoro de Fagoag
- Joañixio (1946) de Jon Andoni Irazusta
- Bizitza garratza da (1950)